# Constantin Linder
Constantin Linder, född 19 september 1836 i Pojo, död 19 september 1908 i Nurmijärvi, var en finländsk ämbetsman och affärsman. 

## Biografi
Linder genomgick kadettskolan i Fredrikshamn och tjänstgjorde 1852–1861 vid Finska gardet. Han tillhörde en liberal krets och måste ta avsked sedan han deltagit i ett hemligt möte där man planerade en protestadress mot januariutskottet. Linder gifte sig 1860 med grevinnan Marie Mussin-Pusjkin, systerdotter till Aurora Karamzin. Tillsammans med hustrun köpte han storgodset Nääs i Nurmijärvi, som han därefter brukade samt ägnade sig åt fastighets- och skogsaffärer. 
Kring 1880 bosatte Linder sig i Sankt Petersburg som förvaltare av den Demidovska järnindustrin. Han deltog i lantdagsarbetet från 1863, men fjärmade sig alltmera från sin ungdoms liberala syn. Han var 1904 lantmarskalk, blev 1900 vice ordförande i senatens ekonomiedepartement och förde på denna post en eftergiftspolitik som gjorde honom ytterst förhatlig i fosterländska kretsar. Linder utsågs 1905 till ministerstatssekreterare i Kommittén för finska ärenden, men måste avgå samma år på grund av storstrejken. Han tilldelades 1895 titeln överhovjägmästare.

## Utmärkelser
- Sankt Stanislausorden, andra klassen,  1876[3]
- Sankt Annas orden, andra klass,  1879[3]
- Sankt Stanislausorden, första klassen,  1895[3]
- Sankt Annas orden, första klass,  1901[3]
- Sankt Vladimirs orden, andra klassen,  1903[3]
- Kommendör av Hederslegionen,  1903[3]

[Redigera Wikidata]